# Libya, Libya, Libya
Libya, Libya, Libya (arabiska: ليبيا ليبيا ليبيا) även känd som Ya Beladi! (Åh mitt land!) är Libyens nationalsång komponerad av Mohammed Abdel Wahab.

## Historia
Libya, Libya, Libya var ursprungligen nationalsång under kung Idris I av Libyen åren 1951-1969 men då denne avsattes av Muammar al-Gaddafi 1969  antog han marschen Allahu Akbar som nationalsång istället. I samband med det libyska inbördeskriget antog det nationella övergångsrådet hymnen som nationalsång återigen 2011.